# Ivaylo Georgiev
Pour les articles homonymes, voir Georgiev.
Ivaylo Georgiev (né le 31 octobre 1942 à Montana) est un footballeur international bulgare. Il participe aux Jeux olympiques d'été de 1968, remportant la médaille d'argent avec la Bulgarie.

## Biographie

### En équipe nationale
Ivaylo Georgiev reçoit 10 sélections en équipe de Bulgarie entre 1967 et 1968, inscrivant deux buts.
Il joue son premier match en équipe nationale le 22 novembre 1967, contre la Turquie, lors d'un match qualificatif pour les Jeux olympiques. Il inscrit un but lors de ce match, pour une victoire 3-0 à Sofia.
Il participe ensuite aux Jeux olympiques d'été de 1968 organisés au Mexique. Il joue six matchs lors du tournoi olympique, inscrivant un but contre la Tchécoslovaquie, et officiant comme capitaine face au Guatemala.

## Palmarès

### équipe de Bulgarie
- Jeux olympiques de 1968 :
  -  Médaille d'argent.